# Awiważ

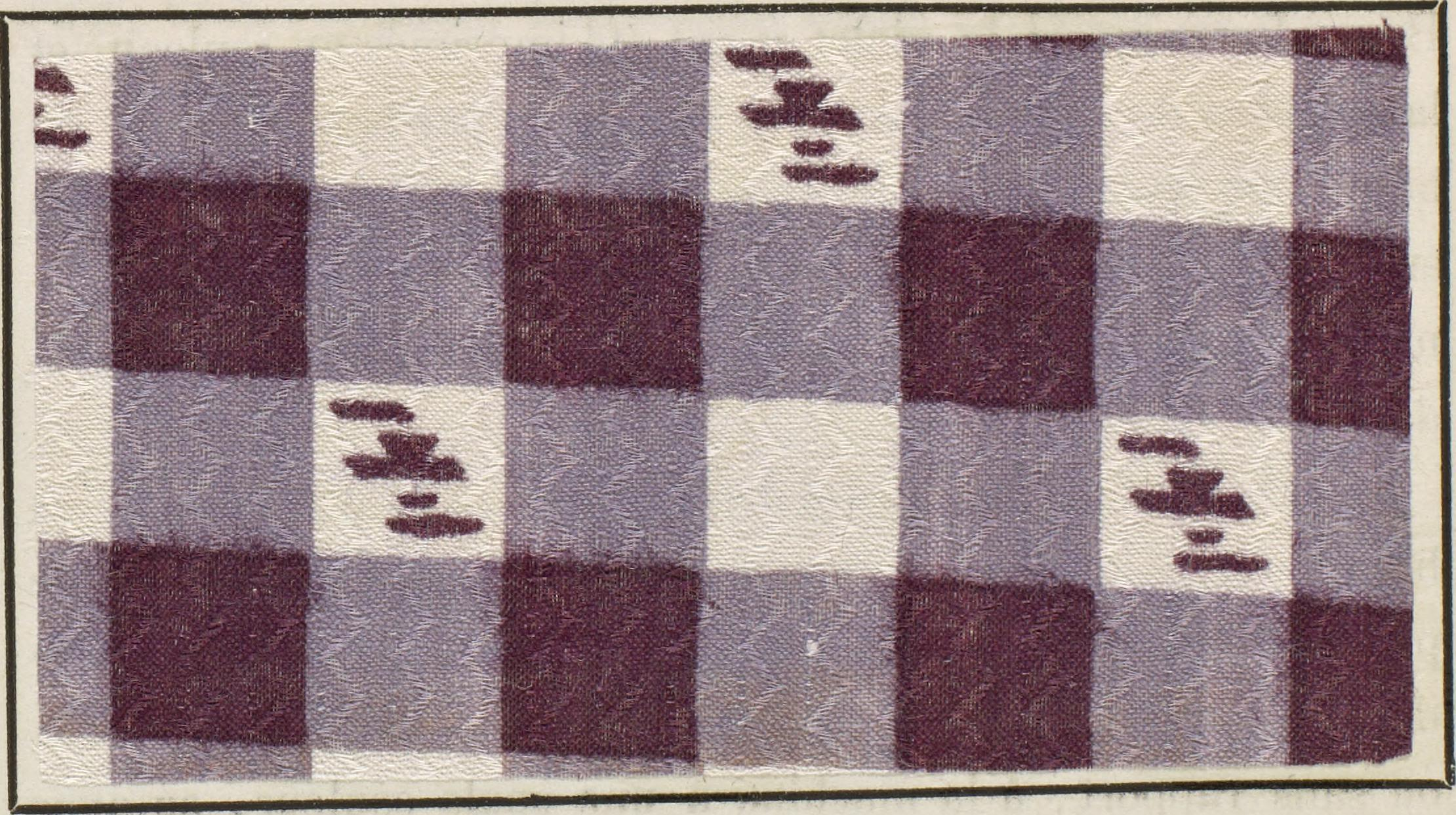
Tkanina poddana awiważowi, 1846

Awiważ (fr. avivage) – technika farbowania tkanin polegająca na nadawaniu jej żywych kolorów oraz chrzęszczącą apreturę. Ma na celu uzyskanie lepszego chwytu oraz poprawienia własności przędnych tego włókna. Są to środki nanoszone już po wytworzeniu włókna bądź też po zabarwieniu.
Technika ta jest wykonywana sposobem natryskowym lub poprzez odpowiednie zanurzanie włókna w wodnym roztworze oraz odparowaniu tej wody podczas suszenia.